# Emery Cars

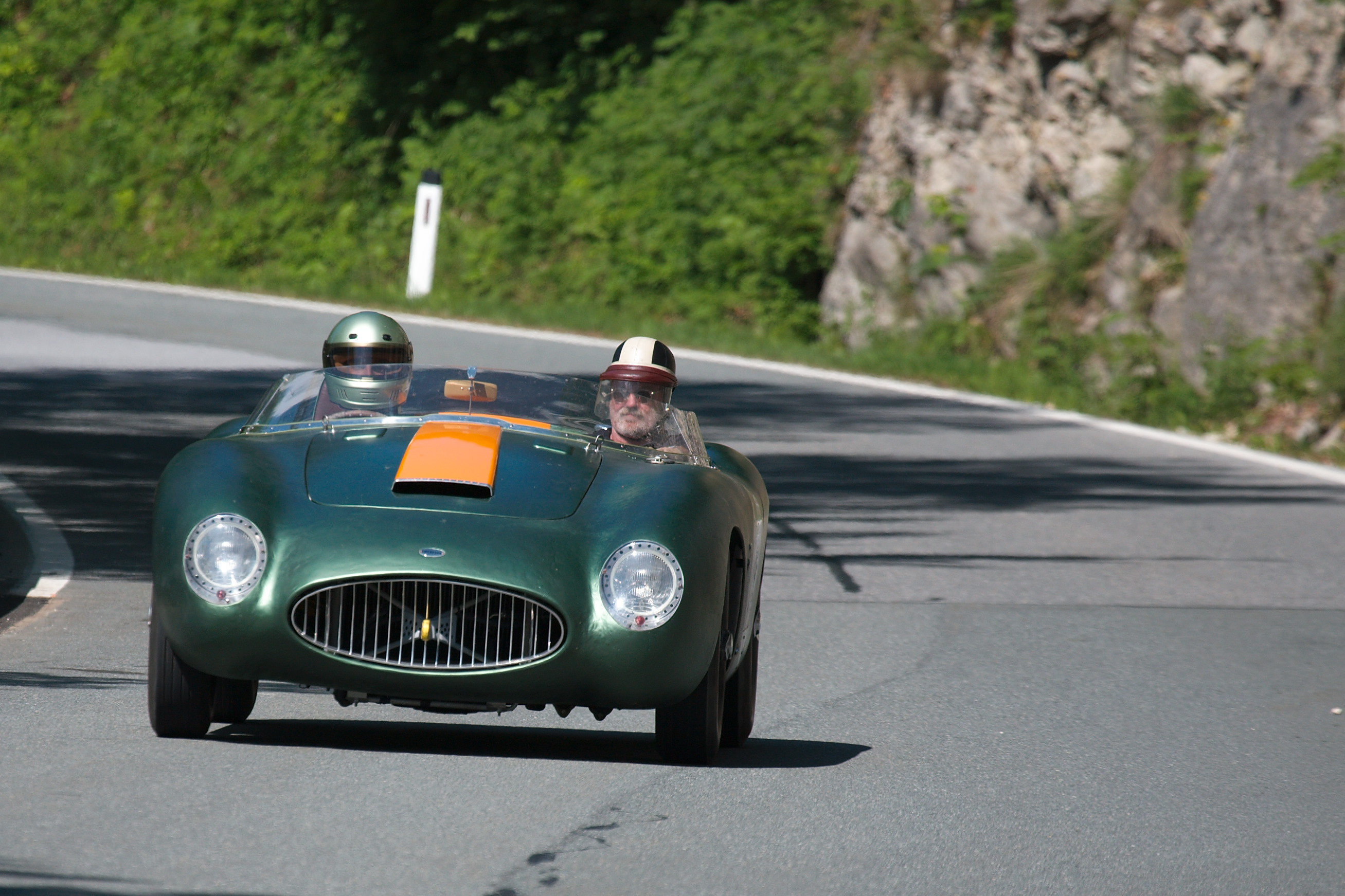
Der Emery-Sportwagen beim Gaisbergrennen 2009

Paul Emery Cars Ltd. war ein britischer Automobilhersteller in Fulham (London). Von 1964 bis 1966 wurde dort ein kleiner Sportwagen gebaut.
Der Emery Imp GT basierte auf dem Hillman Imp und hatte auch dessen im Heck eingebauten Vierzylinder-Reihenmotor mit obenliegender Nockenwelle und 875 cm³ Hubraum. Dieser Motor leistete im Serienzustand 39 bhp (29 kW) bei 5.000 min−1. Auf Wunsch gab es auch einen hochspezifischen 998 cm³-Rennmotor von der Rootes-Gruppe. Das Fahrgestell des Emery Imp GT bestand aus einem Gitterrohrrahmen.
Lediglich drei der ultraflachen Coupes wurden 1963/1964 bei Paul Emery (Emeryson Cars) gefertigt, eines davon mit Aluminiumkarosse. Internationale Einsätze erfolgten beim 500-km-Rennen auf dem Nürburgring in den Jahren 1964 und 1966. Das als Einzelstück gefertigte Alu-Coupe, welches ein aerodynamisch optimiertes Heck in der Folgezeit erhielt, wurde später bei einem Rennen in England durch Unfall zerstört und wiederaufgebaut.

## Modelle
| Modell | Bauzeitraum | Zylinder | Hubraum | Leistung       | bei Drehzahl | Radstand |
| ------ | ----------- | -------- | ------- | -------------- | ------------ | -------- |
| Imp GT | 1964–1966   | 4 Reihe  | 875 cm³ | 39 bhp (29 kW) | 5000 min−1   | 2235 mm  |